# У пошуках пригод
У пошуках пригод (англ. The Quest) — американський пригодницький бойовик 1996 року. Перша режисерська робота Жана-Клода Ван Дамма.

## Сюжет
Літній відвідувач кафе поодинці розправляється зі зграєю хуліганів. Вражений господар питає, як йому це вдалося. Спогади переносять старого в далеке минуле.
1925 рік. Глава тибетського Загубленого міста розсилає запрошення на участь у турнірі «Ган-генг» найсильнішим бійцям різних країн. Ченці відливають величезного Золотого Дракона — приз переможцю.
Крістофер Дюбуа — ватажок зграї безпритульних підлітків у Нью-Норку. Йому вдається вкрасти гроші у гангстерів, але ті завдають удар по їхній базі, після чого поліція починає переслідувати Дюбуа. Він ховається в порту і потрапляє на судно, яке виходить у плавання. Команда виявляє «зайця» і перетворює його в раба. Незабаром вони вирішують позбутися від нього зовсім, але їх судно бере на абордаж корабель англійця Едгара Доббса. У бою Доббс і Дюбуа взаємно рятують один одному життя. Пройдисвіт Доббс обіцяє Дюбуа повернути його додому, але замість цього продає його в рабство на острів поблизу Сіаму, старому учителеві бойового мистецтва муай-тай.
Дюбуа виконує чорну роботу, але одного разу він заступається за одного з учнів, перемагає його кривдників і звертає на себе увагу вчителя. Через півроку Доббс і його підручний Гаррі Сміт зустрічають журналістку Керрі Ньютон. Доббс відводить її на змагання по муай-тай, на якому вони зустрічають Дюбуа. Доббс викуповує Дюбуа з метою використання його на турнірі «Ган-генг». Вони беруться супроводжувати американського боксера Максі Девайна, запрошеного на турнір. Дорогою вони зустрічають старого вчителя з учнем, що звинувачує Дюбуа в зраді, і могутнього монгольського бійця, який у сварці перемагає Девайна. Американець розгадує задум Доббса і викликає Дюбуа на бій, і, зазнавши поразки, віддає йому свою перепустку, вважаючи його більш гідним для того, щоб представляти батьківщину. Бійці прибувають в Загублене місто, суддя погоджується із заміною, але заявляє, що якщо Дюбуа виявиться негідним, то Девайн навіки залишиться в Загубленому місті.
Починаються бої. Іспанець перемагає бійця з СРСР; японський борець сумо перемагає бійця з Окінави; бразильський капоейрист перемагає французького саватиста; китайський кунфуіст, використовуючи «стиль змії», перемагає корейця; сіамец перемагає африканського бійця; турок розправляється з шотландцем; Дюбуа перемагає німецького аристократа; монгол перемагає грека. У наступному турі Дюбуа перемагає іспанця; японець перемагає турка; китаєць, використовуючи «стиль мавпи», перемагає бразильця; монгол ламає хребет сіамцю (учневі колишнього вчителя Дюбуа). У півфіналі монгол зупиняє могутнього борця сумо; Дюбуа перемагає китайця больовим прийомом, але бій перерваний набатом: Доббс, викравши дирижабль німців, намагається викрасти Золотого Дракона. Ченці пробивають дирижабль стрілами. Доббса засуджують до смерті. Той розповідає Дюбуа свою біографію. Дюбуа просить суддів відпустити Доббса в разі його перемоги, натомість вони залишать приз у себе. Дюбуа перемагає монгола, ченці дарують йому медальйон у вигляді Золотого Дракона. Герой повертається на батьківщину і допомагає хлопцям зі своєї зграї.

## У ролях
| Актор                 | Роль             |
| --------------------- | ---------------- |
| Жан-Клод Ван Дамм     | Крістофер Дюбуа  |
| Роджер Мур            | лорд Едгар Доббс |
| Джеймс Ремар          | Максі Девайн     |
| Джанет Ганн           | Керрі Ньютон     |
| Джек Макгі            | Гаррі Смайт      |
| Акі Алеонг            | Хао              |
| Абдель Кіссі          | Хан              |
| Луїс Менділор         | Ріггі            |
| Чінг Чанг Пенг Чаплін | Майстер Тчі      |
| Шейн Майер            | Ред              |

## Цікаві факти
- Фільм став режисерським дебютом Жана-Клода Ван Дамма.
- У турнірі беруть участь представники наступних країн: США, Радянський Союз, Сіам, Туреччина, Шотландія, Німеччина, Греція, Іспанія, Франція, Бразилія, Японія, Монголія, Корея, Китай, а також Африки і острова Окінава. Цікаво, що Японія, Окінава і Корея, у 1920-х роках, по суті, були однією країною, але позначені як три різні держави; а численні держави і колонії Африки представлені одним бійцем.
- Бій, в якому сумоїст, який здавався майже невразливим, програє жорстоким нокаутом монголові, практично повністю повторює сцену перемоги героя Ван Дамма над небезпечним суперником з Японії у фільмі «Кривавий спорт» (1988).
- Дуже своєрідно виглядають представники Радянського Союзу на турнірі. Вони одягнені в дивні наряди з елементами козацької форми.
- Коли Роджер Мур представляється у фільмі «Доббс, лорд Доббс», він робить це в стилі кінофільмів про Джеймса Бонда, якими він відомий.